# Hipernóva
A hipernóva igen nagy tömegű csillag gravitációs összeomlása és az ebből következő, kivételesen nagy energiájú szupernóva a csillag élete végén.
A hipernóvarobbanás során az ezt okozó csillag (progenitor) magja közvetlenül egy fekete lyukká zuhan össze, és két, egymással ellentétes irányú, extrém energiájú relativisztikus anyagsugár (jet) lövell ki a forgási pólusokból közel fénysebességgel. Ezek a jetek intenzív gamma-sugárzást bocsátanak ki, valószínűleg ez a magyarázata a gamma-kitöréseknek.
Az utóbbi időben rengeteg gammakitörésről rögzítettek adatokat, melyek jelentősen hozzájárultak ezen események megértéséhez. Kiderült, hogy a kollapszusmodell olyan robbanásokat jósol, melyek csak részben mások, mint a többé-kevésbé rendes szupernóvák. Mindazonáltal továbbra is időnként hipernóvaként vannak említve a szakirodalomban.
Sokan azon a véleményen vannak, hogy hipernóva mindössze 200 millió évenként egyszer tör ki galaxisunkban.
A kollapszár (angolul collapsed star, azaz összeomló csillag) eredetileg egy csillag gravitációs összeomlásának eredményeképp létrejött csillag tömegű fekete lyukat jelentette. Ez az értelme már elavult, de a szót mostanában néha egy speciális, gyors forgású csillagfajta, a Wolf–Rayet-csillagok szupernóvájára használják.
A Wolf–Rayet-csillag magjának tömege több mint 30-szorosa a Napénak, összeomlása után egy gyorsan forgó fekete lyukká válik, mely relativisztikus sebességgel (közel fénysebességgel) magába húzza az őt körülvevő csillagközi anyagot.
Úgy gondolják, hogy a kollapszárok az okai a hosszú gammakitöréseknek, mivel nagy energiájú, relativisztikus anyagsugarak (jetek) képződnek a fekete lyuk forgástengelye mentén, melyekből a jet hosszirányába eső megfigyelő számára az észlelt kitörések eredhetnek.
A rövid gammakitörések esetén más fizikai jelenségről van szó, lásd: kilonóva.

## Külső hivatkozások
- Balázs Lajos – Horváth István – Kelemen János: Gammakitörések. Fizikai Szemle 2011/11. Archiválva 2014. augusztus 1-i dátummal a Wayback Machine-ben